# Dramalj

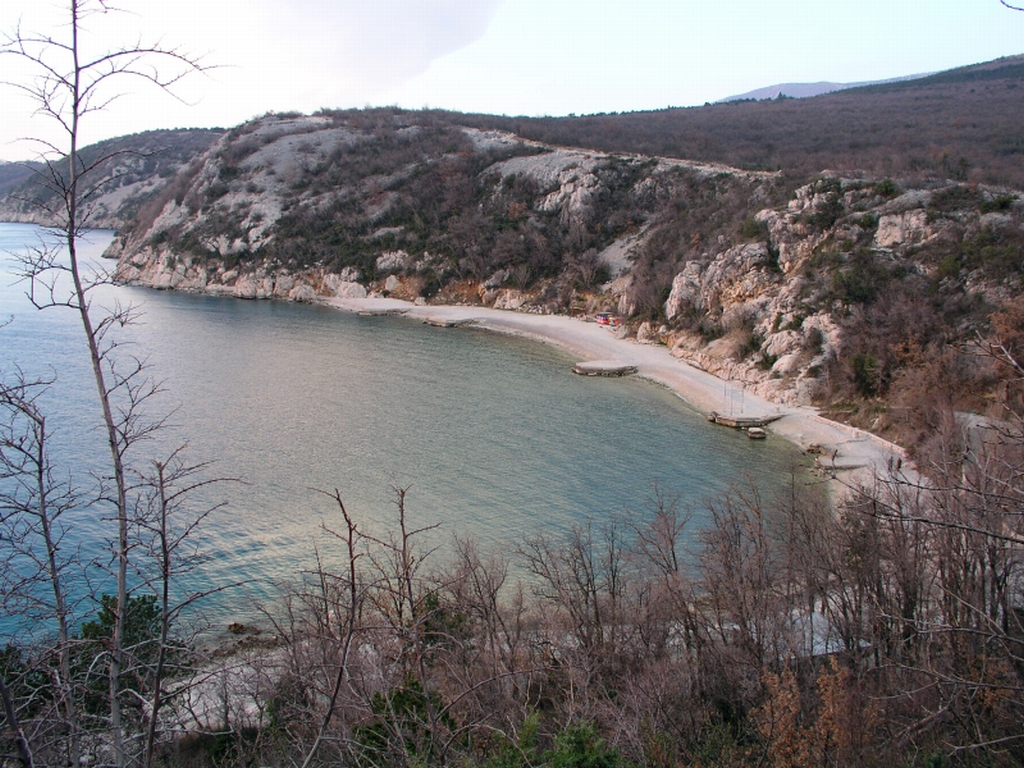
Pláž Kačjak

Dramalj, do roku 1953 Sveta Jelena Dramaljska (italsky Dramallo) je přímořské letovisko v Chorvatsku v Přímořsko-gorskokotarské župě, spadající pod opčinu města Crikvenica, s nímž těsně sousedí na severozápadě. V roce 2011 zde žilo celkem 1 485 obyvatel, ale vzhledem ke své poloze je Dramalj de facto předměstím Crikvenice. V Dramalji se nachází známá oblázková pláž Kačjak.
Dopravu ve vesnici zajišťují silnice D8 a silnice 5090. Sousedními letovisky jsou Crikvenica a Jadranovo.